# Antti Karihtala
Antti Karihtala (ur. 7 grudnia 1977) – fiński muzyk. W latach 1992–2011 Karihtala był perkusistą w fińskiej grupie Charon. Wspólnie z byłym gitarzystą zespołu, Jasse von Hastem, w 1999 pod nazwą Wolfheart nagrali deathmetalowy album Cold Breath. Obecnie zamieszkały w Raahe.

## Dyskografia
Charon
- Sorrowburn 1999
- Tearstained 2000
- Downhearted 2002
- The Dying Daylights 2003
- Songs for the Sinners 2005